# Artimpaza paksensis
Artimpaza paksensis là một loài bọ cánh cứng trong họ Cerambycidae.